# Carole Sédillot
 (novembre 2013).
Si vous disposez d'ouvrages ou d'articles de référence ou si vous connaissez des sites web de qualité traitant du thème abordé ici, merci de compléter l'article en donnant les références utiles à sa vérifiabilité et en les liant à la section « Notes et références ».
Carole Sédillot est une pédagogue jungienne.
Elle est conférencière, formatrice en symbolique et mythologie. Elle œuvre à une diffusion de la psychologie jungienne, mieux nommée  psychologie des profondeurs. 
Elle est l'auteur d'une douzaine d'ouvrages dans ce domaine et elle a donné des conférences en France et à l'étranger. 

## Écrits

### La figure de l'homme primitif et son analyse

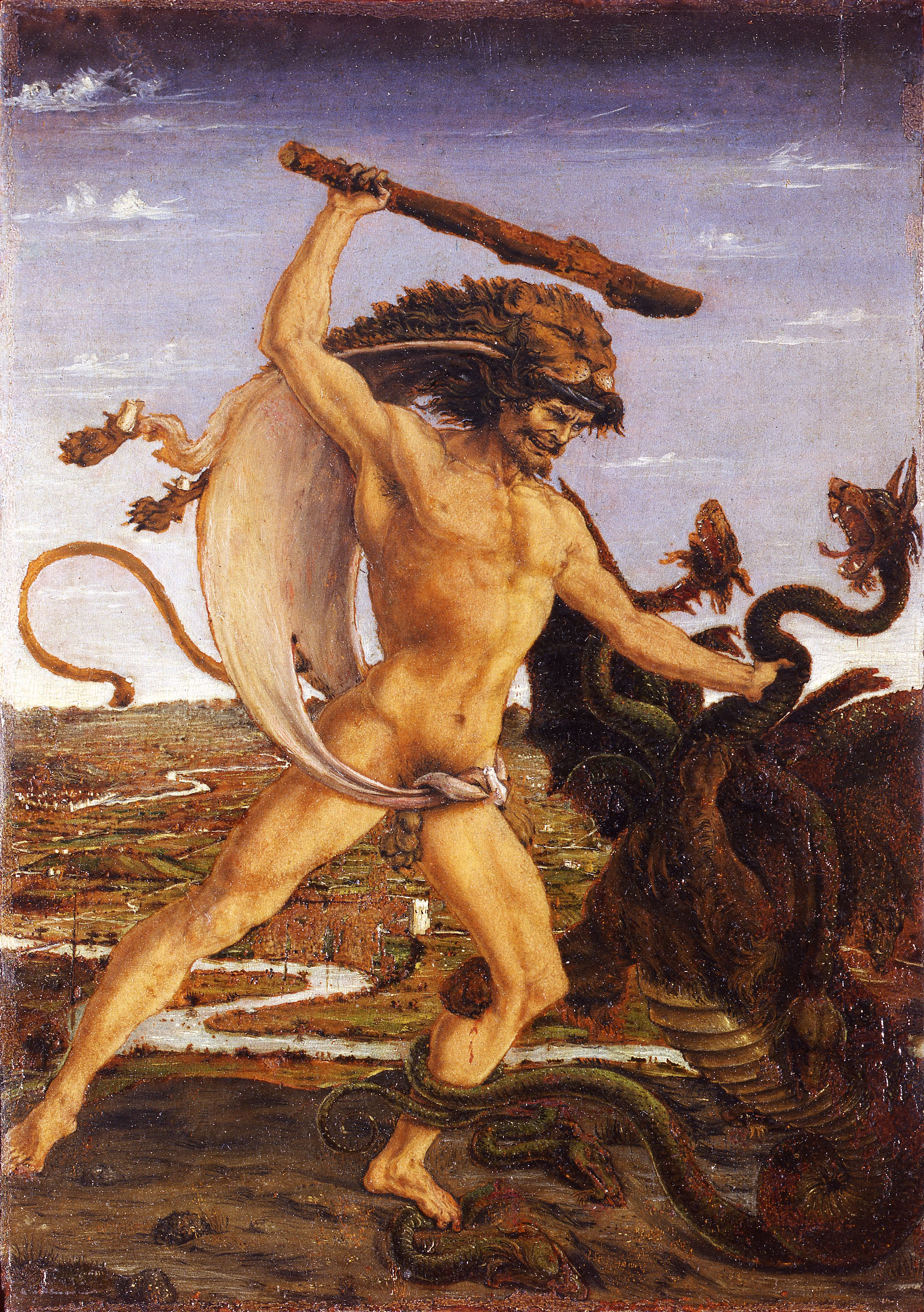
Hercule et l'Hydre, par Antonio del Pollaiolo (v. 1460)

Carole Sédillot dans son ouvrage, La quête du soi : les 12 travaux d'Hercule (2007), a mené une recherche de sens sur cette représentation, en particulier au travers de celle d'Hercule. 
Cette dénomination d'homme primitif est issue de la psychologie analytique pour désigner des processus psychiques inconscients, ayant une importance dans la vie psychique du sujet. Ces processus se nomment des archétypes. 
« ... L'objectif de cet ouvrage consiste à mettre en parallèle, d'une manière nouvelle et originale, l'aventure mythique d'Hercule et ses 12 Travaux avec le fonctionnement du processus d'individuation initié par Carl Gustav Jung. »
Carole Sédillot met en parallèle le mythe des douze travaux d'Hercule avec le travail sur soi considéré comme une quête au cours de laquelle, le patient rencontre de multiples épreuves : 
« ... La rencontre avec soi-même et son évolution s'accomplissent symboliquement par les épreuves, les affrontements et les victoires vécus par le héros, auquel chacun peut s'identifier. Jung a expliqué ce processus, menant à la réalisation du moi en Quête du Soi, en le juxtaposant avec, entre autres domaines, l'alchimie et le mandala.

La personnalité d'Hercule, demi-dieu qui gagne son immortalité, dans sa perspective humaine et divine, se prête à tout individu en recherche d'équilibre psychique et d'harmonie intérieure. Le parcours éprouvant qu'il choisit, en effectuant les 12 Travaux, reflète sa volonté de vivre l'expérience intime de la découverte du moi profond par la confrontation avec sa part la plus obscure, révélatrice des contenus inconscients.

La structure, les lieux, les animaux, les adversaires et les types de combats exposés dans les 12 Travaux s'associent étonnamment avec les concepts jungiens : persona, ombre, anima-animus, Soi... et offrent la possibilité de porter un regard différent sur l'épopée du héros et sur son objectif. »
Pour rappel, l'homme primitif est présent dans l'animus principalement de la masculinité de la femme il est ce que l'on nomme un archétype.  
Les images et pensées psychiques associées et à laquelle s'identifie la femme, tout entièrement ou en partie le sont au travers des positions intellectuelles, psychiques, d'émotions, d'actions qui renvoient inconsciemment à un modèle auquel il faudrait se tenir : un homme primitif ou en rapport à un homme primitif. 
Cet "homme" est proche de modèles culturels tels que : Tarzan, de l'athlète, de Dionysos ou évidemment : Héraclès (Hercule).